# Кублицкая-Пиоттух, Александра Андреевна
Алекса́ндра Андре́евна Кубли́цкая-Пиотту́х, урождённая Беке́това (6 (18) марта 1860, Харьков, Российская империя — 25 февраля 1923, Петроград, РСФСР, СССР) — русская переводчица и литератор. Мать поэта Александра Александровича Блока.

## Биография
Родилась в семье учёного-ботаника и организатора науки, профессора Андрея Николаевича Бекетова (1825—1902). Мать — Елизавета Григорьевна, урождённая Карелина, (1834—1902) — переводчица. Сестра переводчицы и поэтессы М. А. Бекетовой и поэтессы, писательницы и переводчицы Е. А. Красновой.
В январе 1879 года вышла замуж за Александра Львовича Блока (1852—1909), юриста, профессора Варшавского университета, с которым познакомилась в салоне Анны Философовой. В ноябре 1880 года в семье родился сын Александр, будущий поэт. После рождения сына Александра Андреевна разорвала отношения с мужем, причиной чего был тяжёлый характер мужа.
В 1889 году ей удалось добиться указа Синода о расторжении брака с первым супругом, и она вышла замуж за гвардейского офицера Франца Феликсовича Кублицкого-Пиоттуха.
Осенью 1907 года вместе со вторым мужем, получившим новое назначение, уехала в Ревель. Тяжело переживала разлуку с сыном, своё новое окружение воспринимала как чуждое. Обратно в Петербург Кублицкие-Пиоттух вернулись осенью 1911 года.
В 1896 году проявились признаки нервного расстройства, включая припадки эпилептического характера. Был обнаружен сильно развившийся порок сердца. С течением лет болезненные проявления усиливались. В связи с происходившими обострениями нервной болезни с «психическим уклоном» в 1910 и 1917 годах по несколько месяцев пребывала в санаториях.
А. А. Бекетова скончалась 25 февраля 1923 г., пережив мужа (умер в январе 1920 г.) и сына, умершего 7 августа 1921 г.
Была похоронена на Смоленском православном кладбище Петрограда рядом с могилой сына. В 1944 году её прах одновременно с прахом А. Блока был перезахоронен на Литераторских мостках Волковского кладбища.

## Мать и сын
Сын занимал центральное место в жизни Александры Андреевны. В ранние годы она оказывала на него огромное, не сопоставимое ни с чьим иным влияние. Александра Андреевна открыла сыну таких поэтов, как Полонский и Фет, Ш. Бодлер и П. Верлен, заинтересовала Аполлоном Григорьевым и Владимиром Соловьёвым. Вместе они постигали новые веяния в поэзии и философии, обсуждали политические новости и споры.
Сын, в свою очередь, ощущал прочную духовную связь с матерью и относился к ней с глубоким доверием. Именно ей первой он читал свои стихи, доверял сердечные порывы, находя у неё понимание и поддержку. В общении матери и сына возрастной барьер между ними практически не ощущался. Ни с кем иным у него не было такой духовной близости и внутреннего сходства. «Мы с мамой — почти одно и то же…» — говорил сам Блок, а его биограф Владимир Новиков итожил:

Вспоминая судьбы других русских классиков, мы не углядим ничего подобного этому беспримерному опыту.

## Литературная деятельность

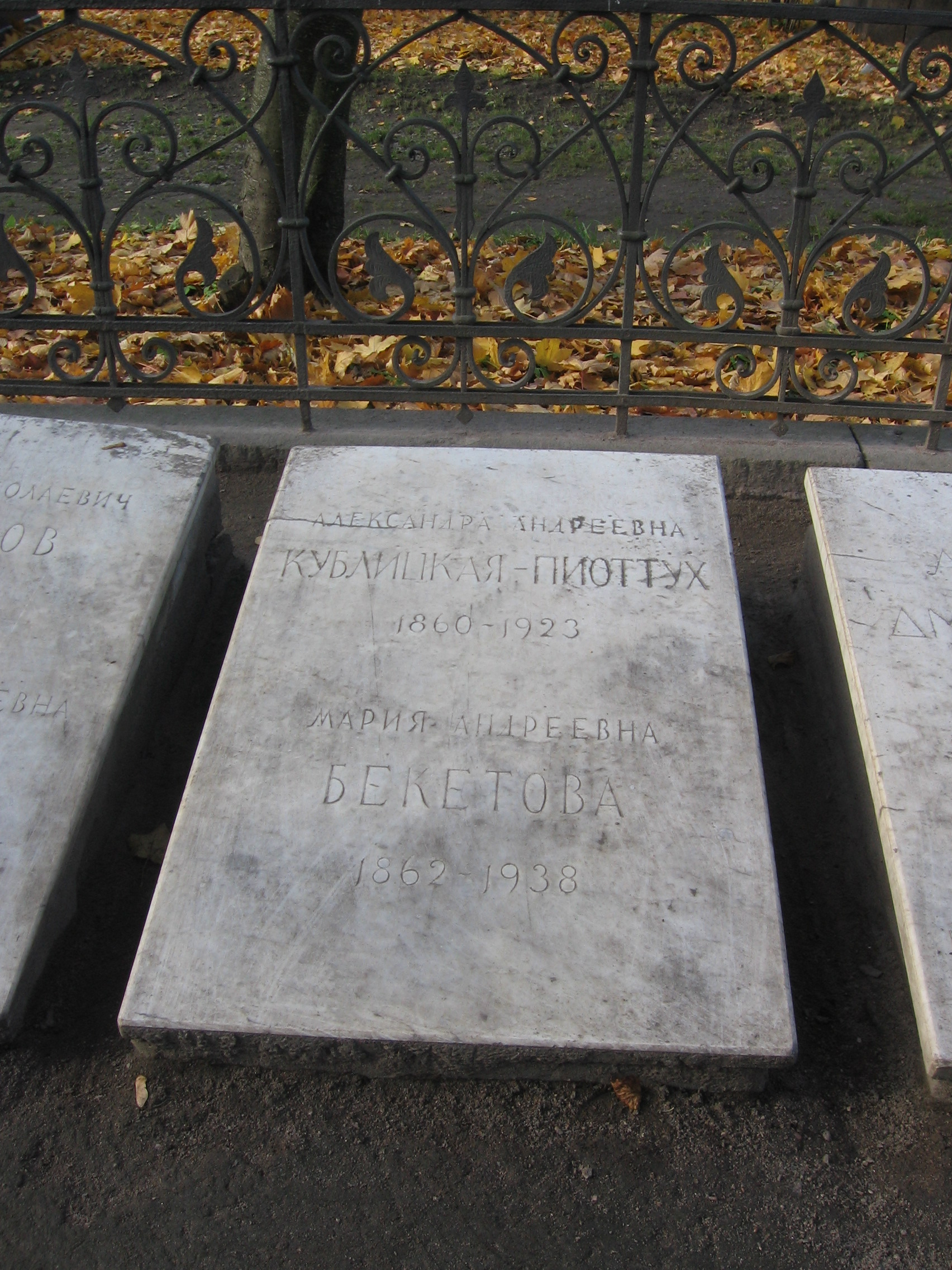
Надгробие А. А. Кублицкой-Пиоттух и М. А. Бекетовой на Литераторских мостках

В молодости Александра Андреевна писала много стихов, но считала их слабыми и не имеющими значения. Первые её публикации — стихи для детей в журналах «Семейные вечера» и «Игрушечка». Систематически переводить по заказу и печатать начала уже после второго замужества.
Переводила прозу О. Бальзака, А. Доде, Э. Золя, Ги де Мопассана, М. Прево, Г. Флобера, Эркмана-Шатриана. Ею переводились стихи Ш. Бодлера, П. Верлена, В. Гюго, Сюлли-Прюдома, Ф. Коппе А. Мюссе, Жюля Верна и др. Некоторые её переводы опубликованы под редакцией и с предисловием А. Блока.
Написала популярную биографию М. В. Ломоносова. Занималась редакторской работой, писала рецензии. Переводы, выполненные Кублицкой-Пиоттух, издаются вплоть до настоящего времени.